# سن-پریوا-لا-مونتانی
سن-پریوا-لا-مونتانی (به فرانسوی: Saint-Privat-la-Montagne) یک کمون در فرانسه است که در Canton of Marange-Silvange واقع شده‌است.

## خصوصیات
سن-پریوا-لا-مونتانی ۵٫۸۴ کیلومترمربع مساحت و ۱٬۳۷۴ نفر جمعیت دارد و ۳۳۴ متر بالاتر از سطح دریا واقع شده‌است.